# Kriechöl

Kriechöl mit festem Schmiermittelzusatz (MoS_{2}) in Sprühdose

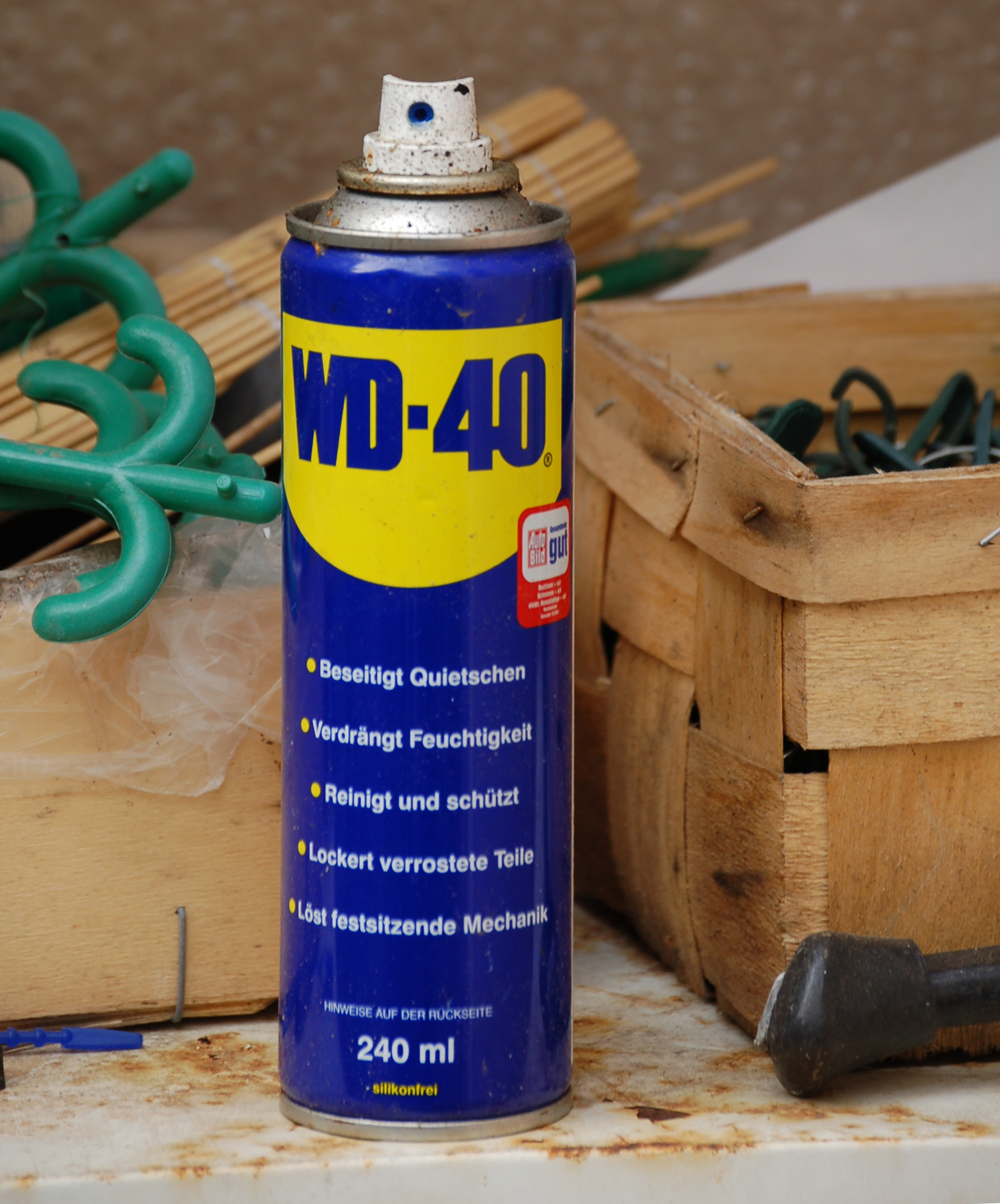
WD-40

Ein Kriechöl oder Penetrieröl ist ein dünnflüssiges Öl mit geringer Oberflächenspannung und wasserverdrängenden Eigenschaften. Es besteht in der Regel hauptsächlich aus Petroleum. Im Gegensatz zu Penetriermitteln aus trocknenden Ölen härten Penetrieröle nicht aus.
Häufig wird dem Kriechöl für eine längerfristige Wirkung, vor allem bei den höheren Temperaturen in Verbrennungsmotoren, noch ein festes Schmiermittel wie MoS2 oder Graphit zugesetzt. Zur dauerhaften Schmierung bewegter Teile sind Kriechöle ungeeignet, da sich aufgrund niedriger Viskosität und großer Spreitung eine zu geringe Schichtdicke einstellt.

## Eigenschaften
Durch ihre Neigung zur Benetzung von Oberflächen verteilen sich Kriechöle auch entgegen der Schwerkraft und dringen durch Kapillarwirkung in feinste Ritzen ein. Schmutz, lose Oxidschichten und Feuchtigkeit können dabei unterwandert werden.
Sofern poröser Rost dem Kriechöl den Zutritt ermöglicht, kann es helfen, ehemals bewegliche Teile wie festgerostete Schrauben zu lösen. Zusätzlich hinterlässt es einen dünnen Schmierfilm, der auch als temporärer Korrosionsschutz wirkt.

## Kontaktspray
Viele der als Kontaktspray angebotenen Mittel verteilen sich als Kriechöl in dünner Schicht und werden zur Verdrängung von Feuchtigkeit auf elektrischen Kontakten eingesetzt. Kontaktspray kann für einen besseren Stromfluss in der Zündanlage von Ottomotoren sorgen.
Weiterhin dienen Kontaktsprays der Schmierung, dem Korrosionsschutz, dem Lösen festsitzender Verbindungen und der Geräuschminderung von quietschenden Verbindungen. Kontaktsprays bestehen aus dünnflüssigen Mineralölen mit korrosionshemmenden und oberflächenaktiven Zusätzen.

### Kontaktspray mit oxidlösender Wirkung
Kontaktsprays zur chemischen Reinigung elektrischer Kontakte enthalten Säuren und wirken reduzierend. Sie eignen sich so zum Auflösen von Oxidschichten auf elektrischen Kontakten und sollten nach der Anwendung von elektronischen Komponenten wieder abgewaschen werden, damit keine schädlichen chemischen Reaktionen eintreten. Zum Abwaschen eignen sich beispielsweise rückstandsfrei verdunstende Kontaktreiniger.

### Tunerspray
Tunerspray ist speziell zur Reinigung von Potentiometern gedacht und verdunstet nach der Anwendung rückstandsfrei oder hinterlässt einen Gleitfilm. Die gelösten Stoffe können gegebenenfalls mit Druckluft oder einem speziellen Spray entfernt werden.

## Rostlöser
Kriechöle werden verwendet, um festsitzende Schrauben und korrodierte Metallverbindungen zu lösen. Auch Kontaktsprays sind häufig als Rostlöser einsetzbar.
Kriechöle können den Rost nicht auflösen, sondern suspendieren die Rostpartikel. Zur Lösung von Rost können unter Umständen verdünnte Säuren wie verdünnte Phosphorsäure oder Chelatoren eingesetzt werden, die jedoch wieder abzuwaschen sind, bevor sie beginnen, das Grundmaterial anzugreifen.
Anschließend kann eine Beschichtung mit einem Öl erfolgen, um die erneute Oxidation zu verhindern.

## Schmierstoffeigenschaften
Die Schmierstoffeigenschaften von Kriechölen sind gegenüber typischen Schmiermitteln gering. Dies ist vorrangig in der geringen Oberflächenspannung und der daraus resultierenden, erwünschten Kriechfähigkeit begründet. Die Kriechfähigkeit führt zu einem Abwandern des Öles von der Schmierstelle.
Kriechöle wirken im Gegenteil sogar als Lösemittel für bereits vorhandene Schmierstoffe, die bei Verwendung einer größeren Menge Kriechöl verdünnt und herausgespült werden können.
An Dreh- und Gleitlagern, die auf eine Schmierung angewiesen sind, kann das Herauswaschen des Lagerfetts durch Kriechöl zum Trockenlaufen des Lagers führen.
Aus diesem Grund sollte etwa eine Fahrradkette in der Regel nicht mit Kriechölen behandelt werden. Wird eine rostige, schwergängie Kette ausnahmsweise mit einem Kriechöl beweglich gemacht, sollte die Kette anschließend zusätzlich mit einem dickflüssigeren Öl behandelt werden, welches auch dann an Ort und Stelle verbleibt, nachdem das Kriechöl bereits verdunstet ist oder durch Regenwasser abgespült wurde.
Auch an Türscharnieren sollte Kriechölspray nur dann verwendet werden, wenn das Scharnier sich nicht zum Fetten auseinandernehmen lässt und gewöhnliches Schmieröl zu dickflüssig ist, um kapillar zu den schwer beweglichen Stellen vorzudringen.

## Produkte
Auf dem deutschen Markt sind eine Reihe von Kriechölen eingeführt. Das weltweit bekannteste ist WD-40 der WD-40 Company aus den USA. Jedoch stellen auch eine Reihe weiterer regionale Firmen wie Caramba Chemie (Berner Group) und Liqui Moly (Würth-Gruppe) verschiedene Kriechöle für Handwerk, Industrie und für Privatnutzer her.